# وال-ژولی، کبک
وال-ژولی (به فرانسوی: Val-Joli) شهری در منطقه شهری لو وال-سن-فرانسوا ناحیه استری در استان کبک کانادا است. در سرشماری سال ۲۰۱۱ این شهر ۱٬۶۴۱ نفر جمعیت داشته‌است و مساحت آن ۹۰٫۶۱ کیلومتر مربع است.